# Vigia
Vigia este un oraș în Pará (PA), Brazilia.